# Heilige-Familiekapel (Brunssum)
De Heilige-Familiekapel is een kapel in Brunssum in de Nederlandse provincie Limburg. De kapel bevindt zich op de hoek van de Prins Hendriklaan en de Pastoor Hagenstraat.
De kapel is gewijd aan de Heilige Familie.

## Gebouw
De kapel is een gevelkapel in de buitengevel van een woonhuis. Het bestaat uit een rondboogvormige nis die is uitgevoerd in natuursteen. In de nis is voor een rode achterwand een diep reliëf geplaatst van de Heilige Familie. Het reliëf toont een staande Jozef met zijn linkerhand op de borst, met een knielende Maria en het kindje Jezus zittend op een houten bankje.